# Episodi di A tutto reality - L'isola
Questa è la lista degli episodi di A tutto reality - L'isola, una serie animata televisiva canadese che ha debuttato l'8 luglio 2007, sul canale Teletoon. La prima stagione è composta da 26 episodi, 22 minuti di durata ciascuno e uno speciale da 44 minuti.
Nel comunicato Teletoon, all'inizio di ogni episodio, Chris McLean racconta un'introduzione vocale con un disclaimer scritto così: "Questo episodio di TDI contiene scene di estreme acrobazie eseguite da ragazzi animati. Non ripetete ciò che vedete in questo programma. Scherzi a parte, potrebbe davvero succedere un casino." Negli Stati Uniti, Cartoon Network crea un disclaimer con una valutazione di TV-PG-D prima di richiudere lo spettacolo precedente.
In Canada il 4 luglio 2008 è stato diffuso un episodio in più, TDI Recap, posto tra gli episodi Una sfida a tre e Il gran finale!. In questo episodio Chris riassume gli eventi e i colpi di scene che hanno determinato l'eliminazione di ogni singolo concorrente fino alla finale. Negli Stati Uniti il 4 dicembre 2008 è stato pubblicato un episodio simile, qui rinominato TDI Rundown.
| nº      | Titolo originale                     | Titolo italiano                 | Prima TV Canada   | Prima TV Italia  |
| ------- | ------------------------------------ | ------------------------------- | ----------------- | ---------------- |
| 1       | Not So Happy Campers (Part 1)        | L'isola (Parte 1)               | 8 luglio 2007     | 24 febbraio 2010 |
| 2       | Not So Happy Campers (Part 2)        | L'isola (Parte 2)               | 8 luglio 2007     | 24 febbraio 2010 |
| 3       | The Big Sleep                        | Il grande sonno                 | 15 luglio 2007    | 25 febbraio 2010 |
| 4       | Dodgebrawl                           | A tutto sport                   | 22 luglio 2007    | 26 febbraio 2010 |
| 5       | Not Quite Famous                     | Sfida all'ultimo talento        | 29 luglio 2007    | 3 marzo 2010     |
| 6       | The Sucky Outdoors                   | Un esterno disgustoso           | 5 agosto 2007     | 4 marzo 2010     |
| 7       | Phobia Factor                        | Fattore fobia                   | 12 agosto 2007    | 5 marzo 2010     |
| 8       | Up The Creek                         | L'Isola dei teschi              | 19 agosto 2007    | 6 marzo 2010     |
| 9       | Paintball Deer Hunter                | Caccia al cervo                 | 26 agosto 2007    | 10 marzo 2010    |
| 10      | If You Can't Take The Heat...        | Sfida culinaria                 | 2 settembre 2007  | 11 marzo 2010    |
| 11      | Who Can You Trust?                   | Di chi ti puoi fidare?          | 9 settembre 2007  | 17 marzo 2010    |
| 12      | Basic Straining                      | Un addestramento forzato        | 16 settembre 2007 | 18 marzo 2010    |
| 13      | X-treme Torture                      | Tortura E-X-Trema               | 23 settembre 2007 | 24 marzo 2010    |
| 14      | Brunch of Disgustingness             | Il brunch del disgusto          | 30 settembre 2007 | 25 marzo 2010    |
| 15      | No Pain, No Game                     | Chi la dura la vince            | 7 ottobre 2007    | 31 marzo 2010    |
| 16      | Search And Do Not Destroy            | Caccia al tesoro                | 14 ottobre 2007   | 1º aprile 2010   |
| 17      | Hide and Be Sneaky                   | Nascondino                      | 21 ottobre 2007   | 7 aprile 2010    |
| 18      | That's Off the Chain!                | Senza catene                    | 28 ottobre 2007   | 8 aprile 2010    |
| 19      | Hook, Line, and Screamer             | L'Isola del terrore             | 4 novembre 2007   | 14 aprile 2010   |
| 20      | Wawanakwa Gone Wild!                 | Wawanakwa selvaggia             | 11 novembre 2007  | 15 aprile 2010   |
| 21      | Trial by Tri-Armed Triathlon         | Gara di triathlon a tre braccia | 18 novembre 2007  | 20 aprile 2010   |
| 22      | Haute Camp-Ture                      | La spiaggia dei perdenti        | 25 novembre 2007  | 21 aprile 2010   |
| 23      | Camp Castaways                       | Campo naufraghi                 | 2 dicembre 2007   | 28 aprile 2010   |
| 24      | Are We There, Yeti?                  | Fuga dalla foresta              | 9 dicembre 2007   | 29 aprile 2010   |
| 25      | I Triple Dog Dare You!               | Una sfida a tre                 | 16 dicembre 2007  | 5 maggio 2010    |
| 26      | The Very Last Episode, Really!       | Il gran finale!                 | 4 gennaio 2008    | 12 maggio 2010   |
| Special | Total Drama Drama Drama Drama Island | Ultima sfida                    | 29 novembre 2008  | 3 giugno 2010    |

## L'isola (Parte 1)
- Titolo originale: Not So Happy Campers (Part 1)

### Trama
Il presentatore dello show, Chris McLean, illustra come si svolgerà il programma. Ventidue campeggiatori arrivano a Campo Wawanakwa dove dovranno soggiornare per otto settimane in un vecchio campo estivo, per darsi battaglia e conquistare il premio di 100.000 dollari. I campeggiatori sono divisi in due squadre: le Marmotte Urlanti e le Carpe Assassine. La squadra delle Carpe Assassine è formata da Duncan, DJ, Bridgette, Tyler, Eva, Courtney, Izzy, Sadie, Harold, Geoff ed Ezekiel. La squadra delle Marmotte è composta, invece, da Owen, Trent, Gwen, Katie, Heather, Lindsay, Justin, Noah, Cody, Beth e Leshawna. I campeggiatori visitano i dormitori e conoscono il tirannico cuoco Chef Hatchet. Successivamente i campeggiatori vengono sottoposti alla prima sfida: saltare da un dirupo alto 300 m nelle acque infestate di squali, nella speranza di cadere nella zona sicura.

## L'isola (Parte 2)
- Titolo originale: Not So Happy Campers (Part 2)

### Trama
Le Marmotte vincono la prima parte della sfida: infatti Beth, delle Marmotte Urlanti, non si tuffa per la paura e riceve il famigerato pollo-cappello ma, fra le Carpe Assassine, DJ e Courtney non saltano e ricevono anche loro il pollo-cappello. È Owen a risultare decisivo col suo tuffo che dà la vittoria alla sua squadra. Katie cambia squadra poiché non sopporta di essere separata dalla sua migliore amica Sadie e le Marmotte acquistano Izzy al suo posto. La seconda parte della sfida consiste nel portare fino al campeggio degli scatoloni e, visto che le Marmotte Urlanti hanno avuto meno pollo-cappelli, potranno utilizzare oggetti che faciliteranno loro il compito. Arrivati al campo, i ragazzi devono aprire le casse utilizzando solamente la bocca e dentro trovano del materiale per costruire una vasca idromassaggio. Le Marmotte vincono la sfida costruendo una vasca perfetta, mentre le Carpe perdono a causa della loro disorganizzazione. Alla cerimonia del fuoco, Ezekiel viene eliminato perché ha fatto commenti sessisti sulle ragazze, ritenendole responsabili della sconfitta della loro squadra. Questi commenti sconvolgono soprattutto Eva e Bridgette. Courtney, che rischiava l'eliminazione, viene salvata e la ragazza promette alle telecamere che si riscatterà.
• Vincitori: Marmotte Urlanti 
• Eliminazione: Ezekiel

## Il grande sonno
- Titolo originale: The Big Sleep

### Trama
I membri delle due squadre parlano mentre Eva ascolta la musica con il suo lettore MP3. Courtney nel frattempo, va al confessionale rivelando tutti i disastri che ha combinato Eva a causa della sua rabbia. Il conduttore Chris, poi, porta i campeggiatori a fare una corsa chilometrica per tutta l'isola e, successivamente, dà loro da mangiare un'abbondante colazione. Dopo la prima metà della sfida, i campeggiatori si trovano di fronte alla seconda parte: rimanere svegli il più a lungo possibile. Heather si allea con Lindsay e Beth, promettendo loro di portarle alla finale a tre. Gwen e Trent fanno conoscenza cercando di tenersi svegli. Dopo quattro giorni, restano svegli solo Duncan e Gwen. Quest'ultima porta le Marmotte alla vittoria per la seconda volta, poiché Duncan crolla addormentato. Alla cerimonia del fuoco, Eva viene eliminata perché, in preda all'ira, aveva incolpato i suoi compagni di aver rubato il suo MP3, anche se in realtà l'aveva preso Heather per farla arrabbiare. Inoltre, Eva aveva rivoltato la baracca da cima a fondo per trovarlo. La ragazza, quindi, lascia l'isola per colpa della strategia di Heather.
• Vincitori: Marmotte Urlanti 
• Eliminazione: Eva

## A tutto sport
- Titolo originale: Dodgebrawl

### Trama
La sfida di questa settimana è sul movimento e sullo sport: una bella partita a palla avvelenata! Le Carpe riescono a rimontare svegliando Duncan, che per via del russare di Harold non è riuscito a dormire. Egli li aiuta con una sua strategia, ovvero quella di colpire con le palle una sola persona in modo da riuscire a prenderla sicuramente. Alla fine è rimasto per le Carpe solo Harold, mentre per le Marmotte solo Owen. Con grande stupore di tutti, Harold, grazie alla sua abilità nel pattinaggio artistico, riesce a schivare tutte le palle lanciategli da Owen. Poi, riesce a prendere la palla al volo, facendo vincere le Carpe. Alla Cerimonia del Falò, le Marmotte eliminano Noah, perché invece di aiutare la sua squadra è rimasto in panchina a leggere un libro, fingendo interesse alla sua squadra.
Vincitori: Carpe Assassine 
Eliminazione: Noah

## Sfida all'ultimo talento
- Titolo originale: Not Quite Famous

### Trama
La sfida di questa settimana è un talent show in cui le squadre dovranno competersi in una gara. Justin mostra il suo bell'aspetto bagnato, Dj fa la danza del nastro, Trent dedica una canzone d'amore a una ragazza del campo (Gwen), Bridgette prova a stare in verticale per 20 minuti, ma siccome ha mangiato troppe patatine comincia a vomitare per tutto il palcoscenico, mentre Heather decide di leggere ad alta voce il diario di Gwen, in cui c'è scritto che si è innamorata di qualcuno. Tuttavia, Geoff, pronto per esibirsi con le sue acrobazie, rompe il suo skateboard e l'ultima speranza per le Carpe Assassine risiede in Harold. Con grandissimo stupore generale, Harold si cimenta in una perfetta esibizione Beatbox e fa vincere la sua squadra per la seconda volta di fila. Le Marmotte, alla cerimonia del falò, mandano a casa Justin poiché Heather, sfruttando la sua alleanza, convincendo Izzy e corrompendo Owen con una torta, riesce a trovare i 5 voti necessari per evitare l'eliminazione. Durante la notte, Gwen decide di ripagare Heather mettendogli nel letto la teca di formiche rosse dategli da Harold.
Vincitori: Carpe Assassine 
Eliminazione: Justin

## Un esterno disgustoso
- Titolo originale: The Sucky Outdoors

### Trama
La sfida di questa settimana è quella di sopravvivere una notte nella foresta. Dopo che le Marmotte si accampano, Izzy si traveste da orso spaventando tutta la sua squadra. Invece, dopo che le Carpe si accampano, Duncan racconta una storia dell'orrore spaventando, anche lui, la sua squadra. Mentre dormono, però, Bridgette deve andare in bagno e mentre è uscita, presa dalla paura, brucia per sbaglio la tenda dei suoi compagni di squadra. Katie e Sadie, nel frattempo, si perdono e, spaventate da un orso, si rifugiano in una grotta, passandoci la notte. Il giorno seguente, però, le Carpe giungono prime al traguardo, ma non sono al completo, in quanto mancano Katie e Sadie; la vittoria spetta quindi alle Marmotte. Alla cerimonia del falò, le Carpe eliminano Katie per averli fatti perdere.
Vincitori: Marmotte Urlanti
Eliminazione: Katie

## Fattore fobia
- Titolo originale: Phobia Factor

### Trama
La sfida è superare le proprie paure, dopo che al falò ognuno rivela la sua. Beth ha paura di essere ricoperta di insetti e la supera, Lindsay e Sadie avere una brutta acconciatura e la superano, Izzy e Owen volare e la superano, Heather i lottatori di sumo e la supera, Gwen essere sepolta viva e la supera, Dj dei serpenti e la supera, Trent dei mimi e la supera, Geoff la grandine e non la supera, Cody le bombe ad orologeria e non la supera, Bridgette restare da sola nel bosco e non la supera per colpa di uno scoiattolo e di Cody, Tyler le galline e non la supera, Harold i ninja e non la supera, Duncan le sagome di Céline Dion nei negozi di dischi e la supera, Leshawna dei ragni giganti e non la supera. Courtney dice di non averne nessuna, ma poi si scopre essere quella della gelatina verde; tuttavia non la supera, facendo perdere la sua squadra. Alla cerimonia del falò, però, viene eliminato Tyler.
Vincitori: Marmotte Urlanti
Eliminazione: Tyler

## L'isola dei teschi
- Titolo originale: Up The Creek

### Trama
La sfida è una regata a coppie fino alla spaventosa isola dei teschi. Gwen, che voleva fare coppia con Trent, è invece costretta a sopportare Cody, mentre Trent sta insieme a Beth e Lindsay. Dopo aver raggiunto l'isola dei teschi con le canoe in acqua, e poi sulla testa, i concorrenti devono accendere un falò. Succederanno molti imprevisti, come incontri con feroci animali di origine preistorica e Geoff che si conficca una scheggia nella gamba. Le Carpe, alla fine, accendono il falò, ma Harold, per alimentarlo, ci butta sopra i remi delle proprie imbarcazioni. Nonostante ciò, grazie a Dj che spinge tutte le canoe fino all'isola di Wawanakwa, le Carpe vincono la sfida. Alla cerimonia del falò, inizialmente, il marshmallow doveva toccare o a Lindsay o ad Izzy, ma quest'ultima si scopre essere perseguitata dalla polizia e scappa, abbandonando il gioco. Inoltre, Beth porta con sé una statuetta tiki dall'isola dei teschi, inconsapevole del fatto di essersi attirata a sé e a tutta la sua squadra una maledizione.
Vincitori: Carpe Assassine 
Eliminazione: Izzy 

## Caccia al cervo
- Titolo originale: Paintball Deer Hunter

### Trama
I concorrenti vengono divisi in cacciatori e cervi: i cacciatori hanno dei fucili che sparano palline di vernice con cui devono cacciare i cervi che sono muniti di un paio di corna. Cody viene ferito da un orso che è stato attirato dall'odore delle patatine che stava mangiando. Dopo che Heather ha chiesto a Beth di portargliele, quest'ultima, rendendosi conto che non deve essere sua schiava, gliele porta al gusto sbagliato e nel frattempo se le mangia. Courtney e Duncan si incastrano le corna e quindi restano bloccati. Beth, dopo aver capito che non deve essere la schiava di Heather, lascia la coalizione e le spara visto che lei è un cacciatore e Heather è un cervo, poi si aggiunge alla lotta anche Leshawna. Alla cerimonia del falò, le marmotte, che hanno perso, eliminano Cody visto che era rimasto ferito. Inoltre, poco prima di essere mandato sulla barca del perdente, Beth rivela a Cody di aver preso un souvenir dall'Isola dei Teschi, ma il ragazzo, ingessato e impossibilitato a parlare, non riesce ad avvisare nessuno.
Vincitori: Carpe Assassine 
Eliminazione: Cody 

## Sfida culinaria
- Titolo originale: If You Can't Take The Heat...

### Trama
Le due squadre devono fare una cena di tre portate con il giudizio finale di Chris. Le Carpe, guidate da Geoff, preparano un pasto italiano che impressiona Chris: spaghetti al sugo. Le cose tra Duncan e Courtney cominciano a migliorare , mentre Geoff e Bridgette iniziano ad avvicinarsi. Intanto le Marmotte, guidate da Heather, che si è auto-proclamata capo, hanno diversi problemi. Owen viene perseguitato dalle vespe e finisce accidentalmente per mettere K.O. Trent buttandogli una cesta di arance in testa; Heather perde le sopracciglia per via dell'esplosione del flambé e viene poi bloccata nella cella frigorifera quando Leshawna, Lindsay e Beth si stancano del suo lamentarsi e della sua prepotenza. Intanto Duncan e Courtney si sentono sempre più attratti l'uno dall'altra. Si arriva alla sfida, ma le Marmotte fanno l'errore di lasciare Owen a custodire la cena preparata e lui si mangia il pasto principale. Dopo le basse recensioni sui prodotti alimentari date da Chris, le Carpe vincono per la terza volta di fila ed ottengono una cena a cinque stelle a livello internazionale. Alla cerimonia del falò, Beth viene eliminata per aver rubato la bambola tiki dall'Isola dei Teschi.
Vincitori: Carpe Assassine
Eliminazione: Beth

## Di chi ti puoi fidare?
- Titolo originale: Who Can You Trust?

### Trama
I campeggiatori sono costretti ad affrontare 5 sfide di fiducia a coppie: la prima è un'arrampicata estrema su una parete rocciosa dove uno si arrampica e l'altro regge la corda di sicurezza da terra. Vincono Gwen e Heather per le Marmotte contro DJ e Duncan per le Carpe, anche se Heather aveva lasciato in mutande Gwen distraendo i due maschi delle Carpe. La seconda prova consiste nel preparare una cena a base di pesce palla per il loro compagno e la sfida è vinta dalla coppia Bridgette-Geoff contro Lindsay-Trent. Si arriva alle ultime 3 sfide da compiersi con uno dei membri della coppia sempre bendato: la prima consiste nel centrare con una mela, bendati, la freccia sulla testa del compagno e vince la coppia Leshawna-Owen contro Sadie-Courtney; dopodiché bisogna far saltare il compagno da un ponte di legno ed afferrarlo prima che cada nel laghetto pieno di meduse. La sfida viene vinta da Harold-Bridgette contro Lindsay-Heather, con quest'ultima che cade nel laghetto. Per finire c'è una gara di slittino a due, con il pilota bendato, in cui gareggiano Gwen-Leshawna contro Geoff-DJ. Duncan trova un nuovo coniglio per DJ, perché quello originale è stato mangiato da un serpente, che è stato divorato da un'aquila, il quale è stato mangiato da uno squalo. DJ, quindi, mentre sta gareggiando, si toglie la benda per un breve momento per guardarlo, facendo perdere la sfida alla squadra nonostante lui e Geoff fossero arrivati primi. Alla cerimonia del falò, le Carpe eliminano Sadie.
Vincitori: Marmotte Urlanti
Eliminazione: Sadie

## Un addestramento forzato
- Titolo originale: Basic Straining

### Trama
I campeggiatori sono inviati ad un campo di addestramento, con Chef Hatchet come sergente che sostituisce Chris nel ruolo di presentatore. Le prove sono tutte di resistenza che terminano solo quando almeno un concorrente rinuncia. La prima prova riguarda il resistere tenendo una canoa sopra la testa per tutto il giorno. La cosa ben presto diventa faticosa, ma vincono le Carpe perché Lindsay è costretta a rinunciare e a suonare la campana causando la sua eliminazione dalla sfida. Le altre consistono nel mangiare dalla spazzatura, ballare a ritmo di musica e scrivere un saggio di almeno 300 parole per Chef senza addormentarsi, cosa che Trent e DJ non rispettano e vengono eliminati. Dopodiché bisogna completare una corsa a ostacoli in cui Harold viene eliminato perché c'è troppo fango, mentre il giorno seguente si deve rimanere a testa in giù su un albero. Duncan, durante la gara ad ostacoli, fa innervosire Chef e viene condannato a una notte d'isolamento nella casa galleggiante. Courtney, preoccupata per lui, si unisce a Duncan di nascosto e, insieme, infrangono le regole, rubando dei dolci dalla dispensa di Chef. Courtney si rende conto che le piace tutto ciò e si innamora di Duncan, così i due si baciano. Le Marmotte vincono dopo che Gwen ha sconfitto Geoff, essendo gli ultimi due rimasti appesi sull'albero, e Chef le fa i complimenti. Alla cerimonia del falò, Harold manomette i voti, facendo eliminare Courtney.
Vincitori: Marmotte Urlanti
Eliminazione: Courtney

## Tortura E-X-trema
- Titolo originale: X-treme Torture

### Trama
I campeggiatori sono chiamati a partecipare ad una sfida che consiste nel superare una serie di sport estremi: il primo consiste nel buttarsi da un aereo e cadere su un divano tutto intero. Heather disegna una sagoma di Trent, che viene spinto accidentalmente da DJ e cade a terra. DJ, invece, riesce a cadere sul divano. La seconda parte della sfida è restare sopra un alce come ai rodei. Geoff è il primo ma fa infuriare l'alce, che lo spedisce in mezzo a un cumulo di calzini sporchi. Leshawna, invece, riesce a rimanere in groppa all'alce per più degli 8 secondi previsti. L'ultimo sport consiste nello sci d'acqua sulla terraferma facendo guidare una persona della squadra avversaria: Harold sta per vincere, ma ad opporsi a lui c'è un ramo che stacca la maglietta di Heather, mentre quest'ultima voleva tagliare la corda a Harold, lasciandola a seno scoperto. Harold, ovviamente, si distrae e finisce contro un sasso. Lindsay, invece, riesce a vincere nonostante la guida di Duncan, che sbatte contro un sasso e finisce su un albero. La squadra vincitrice, le Marmotte Urlanti, riceve una doccia multi-massaggio come ricompensa. Durante la prima colazione, però, Bridgette aveva trovato una poesia d'amore che finisce nelle mani di Gwen. Pensando che potrebbero averla scritta i loro “fidanzati”, Trent e Geoff, Gwen e Bridgette litigano fra loro su chi sia l'autore, ma poi fanno pace e decidono di scoprirlo insieme, ma senza successo. Alla cerimonia del falò, Harold viene eliminato per aver perso la sfida dello sci d'acqua.
Vincitori: Marmotte Urlanti
Eliminazione: Harold

## Il brunch del disgusto
- Titolo originale: Brunch of Disgustingness

### Trama
I dieci campeggiatori rimasti sono a metà del gioco. Chris e Chef sciolgono le squadre delle Carpe e delle Marmotte e istituiscono la guerra dei sessi, dividendo i concorrenti tra ragazze e ragazzi. Le liti furiose tra Heather e Leshawna preoccupano Bridgette, unico nuovo acquisto della squadra femminile (in quanto Bridgette sia stata l'unica ragazza rimasta delle Carpe originali), che vorrebbe andare d'accordo con tutte, ma che viene costretta a scegliere da che parte stare, schierandosi da quella di Gwen e Leshawna. Invece i ragazzi vanno molto più d'accordo fra loro. La sfida della settimana è il "brunch del disgusto", un pasto di nove portate disgustose. La squadra che riesce a mangiare più pietanze vince, aggiudicandosi una crociera di lusso di tre giorni. Dopo i piatti più disgustosi, la situazione è di pareggio fin quando, all'ultima portata, Bridgette e DJ si rifiutano di mangiare un hot dog di delfino. Owen e Leshawna si giocano così lo spareggio, bevendo quanti più bicchieri possibile di succo di otto tipi diversi di scarafaggio. Vince Owen, che guadagna per sé e per la sua squadra la crociera, mentre Bridgette soffre per la lontananza da Geoff.
Vincitori: Owen, Geoff, Duncan, DJ e Trent

## Chi la dura la vince
- Titolo originale: No Pain, No Game

### Trama
Dopo che i ragazzi tornano dalla crociera, Chris annuncia che le squadre sono sciolte, spiegando che ogni campeggiatore, da quel momento in poi, giocherà per sé. Inoltre, Chris fa ritornare in gara Izzy ed Eva, dicendo che era stato il pubblico a volerlo. Eva è ancora arrabbiata con i suoi ex-compagni e sembra avercela particolarmente con Bridgette, in quanto unica ragazza rimasta della sua vecchia squadra. Il gioco consiste nel girare "la ruota della sfortuna" e subire dolorose punizioni resistendo almeno 10 secondi: il vincitore avrà una roulotte che porterà a casa alla fine del reality. I perdenti vengono chiusi dentro delle gogne mentre chi sopporta può scegliere a quale concorrente in gara tocca la prossima tortura. Geoff si sacrifica per Bridgette prendendo il suo posto in una delle torture mentre Trent cerca di riconquistare Gwen, arrabbiata per la storia della sepoltura. Izzy si autoelimina autoassegnandosi una seconda tortura. Alla fine, Leshawna ed Eva sono le ultime rimaste e la prima si vede costretta a battere un orso su un tronco che ruota sopra un lago pieno di piranha. Leshawna riesce a vincere e riceve l'immunità e la roulotte. Alla cerimonia del fuoco, Eva viene esclusa di nuovo perché il gruppo non sopporta i suoi modi rudi.
Vincitori: Leshawna
Eliminazione: Eva

## Caccia al tesoro
- Titolo originale: Search And Do Not Destroy

### Trama
I campeggiatori ricevono un brusco risveglio perché Chris, vestito da pirata, spara un colpo di cannone sulla roulotte che Leshawna aveva vinto nel precedente episodio, distruggendola, chiamando tutti a raccolta nell'anfiteatro. Qui viene illustrato ai campeggiatori dove trovare delle chiavi segrete per aprire alcuni forzieri contenenti dei tesori. Le chiavi sono custodite in posti diversi per ciascun campeggiatore: per esempio quella di Owen la custodisce un orso, quella di Leshawna dei coccodrilli e quella di Trent gli squali mangia uomini. Gwen e Trent ritrovano l'affinità, dopo che Trent la aiuta a prendere la chiave, e i due si baciano. Quindi Heather cerca di farli dividere facendo credere a Trent che Gwen lo considera banale e che odia le sue canzoni, facendole credere, inoltre, che Trent non la ama. Grazie a Lindsay, che lo attira sul molo, Heather bacia Trent, facendo in modo che Gwen assista alla scena così che la ragazza creda di essere stata tradita. Dopo aver saputo questo, Leshawna va a dire a tutti di votare contro Trent o Heather, per non far soffrire la sua migliore amica. Alla fine nei forzieri si trovano cose banali, mentre alcune chiavi non aprono nessun forziere. Heather nel suo trova l'immunità, cosicché tutti i campeggiatori sono costretti a votare contro Trent. Sarà proprio quest'ultimo a dover lasciare l'isola. Più tardi, Leshawna si vendica di Heather scambiando i tubi dell'acqua e dello scarico mentre la ragazza si fa la doccia.
Vincitori: Heather
Eliminazione: Trent

## Nascondino
- Titolo originale: Hide and Be Sneaky

### Trama
I campeggiatori giocano ad un famoso gioco: nascondino, con Chef Hatchet come ricercatore. Usando le sue tattiche di guerriglia, con la sua super pistola ad acqua e l'odio per i campeggiatori, Chef rende difficile il gioco. Duncan stabilisce un'alleanza segreta con tutti i ragazzi che consiste nell'eliminare tutte le ragazze, che sono più di loro. Heather viene catturata, ma lei scopre il nascondiglio di DJ e Owen, e ciò le fa guadagnare l'immunità. Leshawna è l'unica campeggiatrice a non essere stata trovata nel campo di Chef perché si è nascosta sott'acqua e vince anche lei l'immunità perché ha toccato la base. Alla cerimonia del fuoco, Bridgette viene esclusa dall'alleanza maschile. Tuttavia, Geoff, che si era rifiutato di votare per l'eliminazione di Bridgette perché lui è innamorato di lei, cerca di baciarla, ma il ragazzo indietreggia perché lei puzza ancora per colpa di una puzzola. In seguito Geoff viene cacciato dalla cabina dei ragazzi per l'intera notte per non avere rispettato i piani dell'alleanza.
Vincitori: Leshawna e Heather
Eliminazione: Bridgette

## Senza catene
- Titolo originale: That's Off the Chain!

### Trama
Mentre Heather continua a maltrattare Lindsay, Geoff, chiuso nei bagni in comune, rivela che senza Bridgette non ce la fa più a continuare il gioco, ma Duncan, DJ e Owen lo convincono a restare sull'isola. Chris chiama tutti all'accampamento delle arti e dei mestieri e fa guardare a tutti la moto di Chef Hatchet, per poi rivelare che la sfida sarà quella di costruire delle biciclette per gareggiare nel mezzo dell'isola. Heather convince Lindsay ad aiutarla promettendole l'immunità e quest'ultima smonta la moto di Chef e dà i pezzi a Heather. Intanto, Izzy finisce la bici e convince Leshawna a provarla insieme a lei, ma con il peso di quest'ultima la bici va velocissima e Izzy non riesce a fermarla. Intanto tutti hanno finito le bici e Chris rivela che ognuno scambierà la propria bici con quella di qualcun altro, secondo un sorteggio. Le bici che arrivano al traguardo saranno poi riprese dai loro proprietari per una gara reale e chi arriverà ultimo sarà eliminato. Leshawna ed Izzy non si presentano alla sfida. Dopo la prima prova, le bici che arrivano al traguardo sono quella di Owen, Duncan, Lindsay e Heather. Heather convince Lindsay a farle strada facendola vincere e Lindsay accetta, ma l'ultima a tagliare il traguardo è proprio Lindsay, che è costretta a lasciare l'isola, non prima di essersi rabbiosamente ribellata alla prima, avendo scoperto la sua vera natura.
Vincitori: Heather
Eliminazione: Lindsay

## L'isola del terrore
- Titolo originale: Hook, Line, and Screamer

### Trama
Chris e Chef non si vedono all'inizio di questo episodio inquietante. I campeggiatori guardano un film horror sugli Psycho killer con una motosega e un uncino. In seguito, Chris e Chef si fanno vivi, ma stanno, segretamente, fuggendo dall'isola, con la faccia spaventata lasciando, per sbaglio, un giornale con la notizia che uno Psycho Killer è a piede libero nel bosco dell'isola. Poi Gwen, Duncan, DJ, Leshawna e Geoff tornano in campo per fare un piano di gioco. Uno per uno, i campeggiatori scompaiono, senza sapere che tutta questa storia è solo un altro scherzo creato dai produttori dello show. Nessuno lo sa, tuttavia, che vi è in realtà un vero e proprio killer nel bosco. Chef spaventa i concorrenti uno ad uno e rimangono solo Duncan e Gwen. Alla fine Duncan è faccia a faccia contro il travestito Chef Hatchet e riesce a vincere e a prendere la sua motosega, vincendo così una parte della sfida. Gwen, invece, si trova faccia a faccia col vero Psycho killer, ma la ragazza riesce comunque a batterlo ed a vincere anche lei la sfida, in quanto non catturata da Chef. Alla cerimonia del fuoco, DJ viene eliminato senza votazione perché è quello che si è spaventato di più, senza nemmeno vedere il killer.
Vincitori: Gwen
Eliminazione: DJ

## Wawanakwa selvaggia
- Titolo originale: Wawanakwa Gone Wild!

### Trama
I campeggiatori sono sfidati a catturare un animale in otto ore di tempo, ma prima devono andare alla rimessa delle barche per gli strumenti da caccia. Il vincitore riceverà un pasto di tutti i suoi cibi preferiti. Armati con reti, secchi, asciugamani di carta e una pistola tranquillante, vanno alla ricerca dell'animale che devono catturare. Owen deve prendere uno scoiattolo, Gwen un'anatra, Heather un orso, Geoff due castori, Izzy un cervo, Duncan un procione e Leshawna una rana. Gwen vince la sfida, sebbene il suo pasto è distrutto da Owen mentre cerca di attirare il suo scoiattolo. Duncan cerca di stringere un'alleanza con Heather, che però finisce subito quando egli permette ad Izzy di sparare su di lei. Alla cerimonia del fuoco, Izzy viene esclusa di nuovo perché ha sparato senza fermarsi a Chef, a Heather, ad un cavallo, ad un aereo e a molti altri animali anche se nessuno di loro era il suo vero obiettivo. Tuttavia Izzy, invece di incamminarsi sulla barca del perdente, sparisce in una nube magica.
Vincitori: Gwen
Eliminazione: Izzy

## Gara di triathlon a tre braccia
- Titolo originale: Trial by Tri-Armed Triathlon

### Trama
I campeggiatori sono costretti in una sfida di coppie (Heather e Owen, Gwen e Geoff, Leshawna e Duncan). I componenti di tutte e tre le squadre sono ammanettati insieme in una versione contorta di una gara di triathlon che comprende 3 prove: nell'alimentazione forzata a vicenda vincono Heather e Owen, segue un viaggio sull'Isola dei Teschi per riportare la bambola tiki di Beth nella caverna dell'isola, in cui vincono Gwen e Geoff, e, infine, si deve creare un totem della vergogna con teste di legno scolpite dei loro ex compagni di squadra, e vincono Leshawna e Duncan, formandosi, di conseguenza, una situazione di pareggio in cui nessuno acquisisce l'immunità. Durante la seconda parte della sfida, Gwen inizia ad affezionarsi a Geoff. Alla cerimonia del fuoco, Geoff viene escluso per il suo "atteggiamento troppo gentile", ma mentre Geoff si incammina sulla barca del perdente si fa fare una foto con Gwen con la sua fotocamera ritrovata grazie a Gwen.
Vincitori: Nessuno
Eliminazione: Geoff

## La spiaggia dei perdenti
- Titolo originale: Haute Camp-Ture

### Trama
I campeggiatori che sono stati esclusi lungo tutto il programma si trovano in un resort di lusso, dal lato opposto dell'isola per rilassarsi. I campeggiatori hanno rivelato chi pensano che meriti di vincere il premio in denaro. Noah, Katie e Sadie parlano della loro permanenza nel reality nel bar della piscina mentre Izzy gli nuota attorno. Bridgette passerà tutto il tempo a limonare con Geoff nell’idromassaggio, mentre Ezekiel cerca di avvicinarsi a quest'ultima senza riuscirci. Courtney cerca di colpire Harold con un lampione per fargliela pagare dopo aver scoperto che il ragazzo aveva truccato i voti per eliminarla; quest'ultimo cerca di nascondersi da lei fin quando non viene beccato. Cody parla con Trent di Gwen, Beth e Justin sono alle terme. Chris si presenta e rivela che i campeggiatori perdenti decideranno chi verrà eliminato quel giorno. Quasi tutti sembrano d'accordo nell'eliminare Heather dato che la odiano. Ma Katie e Sadie, non capendo bene il meccanismo di eliminazione, nominano Leshawna mentre gli altri eliminati le rimproverano. Anche un pappagallo nomina due volte il suo nome e Chris conta i voti contro di lei che alla fine sono 9, quindi più della maggioranza, e ciò fa sì che Leshawna sia eliminata. La ragazza, stupita, viene mandata sulla barca dei perdenti.
Eliminazione: Leshawna

## Campo naufraghi
- Titolo originale: Camp Castaways

### Trama
Inizialmente non si sarebbe svolta alcuna sfida a causa della pioggia, rimandandola al più presto possibile. C'è stata una vera e propria tempesta che ha fatto allagare il campo, portando i campeggiatori alla deriva su un'isola deserta. Heather crede che l'isola sia uno dei tanti set di Chris, e quando cerca di provarlo colpendo una roccia, si fa male. I ragazzi si trovano, quindi, da soli ad affrontare il proprio destino. Mentre Duncan cerca del cibo, Owen si arena su una spiaggia, cadendo sull'orlo della pazzia. Heather, cercando di orientarsi, si spaventa scoprendo il teschio di un dinosauro e scappa, imbattendosi in un baobab in cui decide di accamparsi. Gwen, invece, cerca di costruire una zattera, ma fallisce, rifugiandosi con Heather sul baobab; in seguito, anche Duncan si ricongiunge con le due sull'albero. A lì a poco si aggiunge, poi, Owen. In attesa dei soccorsi i quattro campeggiatori confidano i loro peccati. In quel momento si travestono da indigeni e cercano di tornare al campo, ma arrivano al campo della produzione e Chris rivela ai campeggiatori che il naufragio era una messinscena per testare le loro abilità di sopravvivenza.

## Fuga dalla foresta
- Titolo originale: Are We There, Yeti?

### Trama
Chef Hatchet conduce questa puntata perché Chris è occupato, dimostrandosi crudele e spietato. Infatti, i quattro finalisti Owen, Gwen, Heather e Duncan saranno nuovamente messi alla prova nelle loro capacità di sopravvivenza e senso di orientamento. Essi si risvegliano nei loro letti, ma non più nelle loro stanze, bensì all'aperto. Dopodiché, dopo la spiegazione di Chef, i quattro ragazzi si trovano a dover attraversare un bosco per arrivare al campo base. I quattro vengono divisi in due squadre, Gwen-Heather e Duncan-Owen, vengono dotati di vari strumenti, come una cartina o una bussola. Subito si crea competizione tra le due squadre che, attraverso vari stratagemmi, si rubano a vicenda gli strumenti in loro dotazione per poter arrivare prima al campo base ed ottenere l'immunità. La squadra vincitrice è quella delle ragazze, anche se comunque si ha una rimonta da parte dell'altra squadra, nel frattempo privata di tutto. Infatti, Owen segue la scia lasciata dall'odore dei biscotti caramellati che erano appena stati sfornati da Chef e riesce ad arrivare prima delle ragazze; ma invece di toccare il totem, che avrebbe assegnato la vittoria e l'immunità, si fionda direttamente sui biscotti, concedendo la vittoria alla coppia avversaria. Alla cerimonia del fuoco, benché ci si aspettasse l'eliminazione di Owen, esce di scena Duncan.
Vincitori: Gwen e Heather
Eliminazione: Duncan

## Una sfida a tre
- Titolo originale: I Triple Dog Dare You!

### Trama
Nella semifinale, i tre campeggiatori restanti sono costretti a giocare una partita al “Giro della Bottiglia”, una versione distorta della ruota della fortuna. Gli ex-campeggiatori hanno scelto le più pesanti e contorte umiliazioni che esistano, come per esempio leccare l'ascella di Owen, lottare con un alligatore, bere da una toilette e mangiare dall'ombelico di Owen. Gwen e Owen fanno un'alleanza e tutte le sfide vengono affrontate da Heather. Alla fine è proprio in questa sfida che avviene l'eliminazione di Heather, dopo che lei si rifiuta di rasarsi a zero, dando un calcio al rasoio. Alla fine Heather viene rasata comunque a causa del rasoio che cade sui suoi capelli e viene eliminata.
Vincitori: Gwen e Owen
Eliminazione: Heather

## Il gran finale!
- Titolo originale: The Very Last Episode, Really!

### Trama
È la finale per gli ultimi due concorrenti Gwen ed Owen. Tutti gli ex compagni di squadra sono stati invitati a guardare l'ultima sfida e a tifare per il loro finalista preferito. Quasi tutti stanno dalla parte di Owen perché egli promette una mega-festa su uno yacht in caso di vittoria. All'inizio i due finalisti devono arrampicarsi su un'asta ed afferrare la bandiera che sta in cima. Owen, che ha problemi a causa del suo peso, viene aiutato a salire da Izzy, Heather e Geoff, mentre Gwen, che ha anche lei dei problemi, viene aiutata da Trent. Dopo aver preso la bandiera bisogna attraversare un dirupo portando un uovo con sé, senza cadere nelle acque infestate dagli squali. Owen e Gwen rischiano di cadere a causa di due aquile, infuriate per le loro uova. Trent fa in modo che Gwen torni in sé per correre. Dopo aver attraversato l'asta, bisogna correre fino al traguardo. Owen è costretto ad andare al confessionale per dei dolori intestinali a causa di un muffin lassativo. Trent, per dimostrare il suo amore per Gwen, porta un masso pesante correndo fino al traguardo assieme a lei. Owen sembra ormai sfinito così Lindsay ed Izzy gli preparano dei brownie. Quando Owen sente il profumo dei biscotti accelera, sorpassa Gwen e vince la sfida.
Nel finale alternativo è invece Gwen a vincere, sorpassando Owen che, distratto dai biscotti, non supera il traguardo, ma cade addosso a Izzy. Sempre in questa versione Gwen divide il premio con Owen, e ispirata da lui, organizza la festa per tutti i concorrenti, escludendone però Heather.
Vincitori: Owen (Gwen nel finale alternativo)
Eliminazione: Gwen ( Owen nel finale alternativo)

## Ultima sfida
- Titolo originale: Total Drama Drama Drama Drama Island

### Trama
Dopo la finale, arriva un elicottero e Chris annuncia una nuova sfida: trovare una valigia piena di un milione di dollari e portarla al Molo della Vergogna. Owen fa una squadra di soli maschi con Tyler, Cody e DJ; Heather finge un'alleanza con Harold dato che Gwen, Leshawna e Trent la ignorano, così come il gruppo composto da Lindsay, Beth ed Ezekiel. Il gruppo di Owen trova la valigetta per primo, ma Harold ruba la valigetta e costruisce un deltaplano ma Heather lo ruba e cade poi nel fiume. Il gruppo di Lindsay riesce a trovare la valigetta, ma la coppia Duncan-Courtney gliela ruba, fino a quando un coccodrillo finisce per mangiarla. Dopo altri scambi, il risultato finale è quindi un pareggio.
Concorrenti selezionati: Owen, Gwen, Beth, Heather, Duncan, Leshawna, Lindsay, Harold, Justin, Izzy, Trent, Bridgette, Geoff, Dj.
Concorrenti non selezionati: Eva, Noah, Cody, Ezekiel, Tyler, Sadie, Katie, Courtney.